# آن مرد خنیاگر
آن مرد خنیاگر (انگلیسی: That Minstrel Man) یک فیلم کوتاه کمدی به کارگردانی راسکو آرباکل است که در سال ۱۹۱۴ منتشر شد. از بازیگران این فیلم می توان به راسکو آرباکل و فورد استرلینگ اشاره کرد.